# Bachflohkrebs
Der Bachflohkrebs (Gammarus fossarum) ist ein Flohkrebs aus der Familie der Gammaridae und ein typischer Bachbewohner.
2021 wurde der Süßwasserkrebs in der Schweiz von Pro Natura zum Tier des Jahres erkoren. Er reagiert als sogenanntes Zeigertier äußerst empfindlich auf Gewässerverschmutzungen. Pestizide und schlecht geklärte Abwässer schädigen und töten diese Tiere.

## Merkmale
Die Art wird bis zu 14 mm (Weibchen) bzw. 21 mm (Männchen) lang. Sie ist von kompakter Form mit einem dunklen, üblicherweise bräunlichen Panzer. Wie alle Flohkrebse weist das Tier sieben Beinpaare, zwei Antennenpaare, weitere kleinere Fortsätze sowie zahlreiche Borsten auf. Der Innenast des dritten Uropoden ist weniger als halb so lang wie der Außenast und somit kürzer als bei den anderen in Deutschland heimischen Arten der Gattung Gammarus.
Der Körper des Bachflohkrebses umschließt ein offenes Bauchgewölbe. Mit seinen Schwimmbeinen sorgt das Tier für eine Wasserströmung in diesem Gewölbe. Auf diese Weise versorgt es seine Kiemen mit frischem Wasser. Farblich liegen Bachflohkrebse – je nach Wasserqualität, Futter und Alter – irgendwo zwischen braun, grau und grün. Man findet die Tiere in sauberen und nicht zu warmen Bächen bis 1300 Metern über dem Meer versteckt unter Steinen, Totholz oder angeschwemmtem Material.

## Verbreitung
Der Bachflohkrebs gehört zusammen mit dem Gewöhnlichen Flohkrebs (Gammarus pulex) und dem Flussflohkrebs (Gammarus roeselii) zu den häufigsten Bewohnern der kleinen und mittelgroßen Fließgewässer Mitteleuropas. Oft werden auch die beiden letztgenannten Flohkrebse wegen ihrer Ähnlichkeit mit Gammarus fossarum umgangssprachlich ebenfalls als Bachflohkrebs bezeichnet. Gammarus roeselii lässt sich von den anderen Arten durch gekielte Segmente auf dem hinteren Rücken unterscheiden. Gammarus fossarum kommt auch in Höhenlagen ab +450 m NN vor, wohingegen Gammarus pulex dort in der Regel nicht mehr anzutreffen ist.
Unter günstigen Bedingungen kommt es zu einer Massenvermehrung des Bachflohkrebses. Hier finden sich oft Ansammlungen von mehreren tausend Individuen pro Quadratmeter. Zur Paarung muss das Männchen die Häutung des Weibchens abwarten. Deshalb klammern sich die Männchen schon Tage vorher an die Auserwählte und lassen nicht mehr los. Die Jungen werden im Bauchgewölbe der Mutter ausgebrütet. Nach einigen Monaten, maximal wenigen Jahren, endet das Leben eines Bachflohkrebses.

## Ernährung
Der Bachflohkrebs ernährt sich überwiegend von Falllaub, aber auch jeder Art organischer Nahrungspartikel, die aus dem Wasser gefiltert werden können. Auch  Kannibalismus kommt vor. Die Krebse fressen oft nur die weichen Blattteile und lassen ihre Skelette beiseite.

## Saprobienindex
Der Saprobienindex für diese Art beträgt 1,5.